# Hiplyra elegans
Hiplyra elegans is een krabbensoort uit de familie van de Leucosiidae. De wetenschappelijke naam van de soort is voor het eerst geldig gepubliceerd in 1920 door Gravier.